# Ángel Nesbitt
Ángel Ladimir Nesbitt (Maracay, 4 de diciembre de 1990) es un lanzador venezolano de béisbol profesional que juega para los Detroit Tigers de las Grandes Ligas. Se desempeña principalmente como relevista.

## Carrera profesional

### Detroit Tigers
Nesbitt fue firmado por los Tigres de Detroit como un agente libre internacional en abril de 2009. Debutó como profesional ese mismo año con los VSL Tigers de la Venezuelan Summer League, y jugó para ellos hasta 2011. Jugó en 2012 con los Connecticut Tigers y en 2013 con los West Michigan Whitecaps. En 2014 lanzó para los Lakeland Flying Tigers y los Erie SeaWolves, combinando una efectividad de 1.48 y 20 salvamentos en 48 juegos. Fue añadido a la plantilla de 40 jugadores el 20 de noviembre de 2014.
Nesbitt logró formar parte del róster de los Tigres para el Día Inaugural gracaias a su desempeño en los entrenamientos primaverales de 2015. Debutó en las Grandes Ligas el 8 de abril de 2015. El 12 de mayo de 2015, obtuvo su primera victoria en las mayores contra los Mellizos de Minnesota. Con dicho juego empatado 1-1 en la décima entrada, lanzó la primera mitad sin permitir anotaciones, mientras que su equipo anotó en la segunda mitad para obtener la victoria. El 13 de junio, Nesbitt fue enviado a los Toledo Mud Hens de Clase AAA. En 24 apariciones con los Tigres, compiló una efectividad de 5.40. Después de permitir que los oponentes batearan para promedio de .207 contra él hasta el 18 de mayo, comenzó a tener problemas con su control. En ocho partidos desde entonces, sus oponentes batearon para .400, y permitió que ocho de los 10 corredores que heredó anotaran.